# Élections constituantes françaises de 1946
Ne doit pas être confondu avec Élections législatives françaises de 1946.
Les élections constituantes se déroulent le 2 juin 1946, afin d'élire une deuxième Assemblée constituante pour rédiger la Constitution de la Quatrième République. Elle est destinée à remplacer celle élue en octobre 1945, dont le projet constitutionnel avait été rejeté par référendum.

## Contexte
Le 5 mai 1946, le projet de constitution rédigé par la première Assemblée constituante est rejeté à l'issue d'un référendum par 52,8 % des votants. L'élection d'une nouvelle Assemblée constituante est donc convoquée.

## Mode de scrutin
L'Assemblée constituante est composée de 586 députés élus par un mode de scrutin proportionnel établi par la précédente Assemblée constituante par la loi du 13 avril 1946 pour l'élection des députés. Ce mode de scrutin combine des circonscriptions départementales tout en assurant un résultat proportionnel au niveau national. Ce mode de scrutin ne sera finalement utilisé que pour les élections du 2 juin 1946, la nouvelle Assemblée constituante élue établissant un nouveau mode de scrutin par la loi du 5 octobre 1946.
En métropole, les circonscriptions ont pour cadre les départements, à l'exception des quatre départements les plus peuplés (Seine, Nord, Seine-et-Oise et Pas-de-Calais) divisés en plusieurs circonscriptions. En Algérie et dans les territoires d'outre-mer administrés par la France, les circonscriptions et le nombre de sièges par circonscription sont fixés par la loi électorale.
L'électeur vote pour une liste de candidat dans sa circonscription, sans panachage ni vote préférentiel. La distribution des sièges s'effectue en plusieurs étapes. Dans un premier temps, chaque liste remporte autant de sièges que le nombre de suffrages qu'elle a obtenu contient de fois le quotient électoral national. Ce quotient est égal au nombre total des suffrages exprimés dans l'ensemble du territoire métropolitain et des départements de la Guadeloupe, de la Martinique et de la Réunion, divisé par 579, le nombre de sièges qui leur sont attribués.
Dans un deuxième temps, les suffrages non utilisés après la première étape de distribution sont réunis au niveau national et servent à la distribution des sièges restants. Les sièges restants sont répartis suivant la règle de la plus forte moyenne, entre les partis dont les listes ont obtenues au moins 5 % des suffrages nationaux.
Dans un dernier temps, les sièges obtenus par chaque parti au niveau national sont répartis au sein des circonscriptions, en fonction des suffrages que les partis ont obtenu dans chaque circonscription. Les sièges remportés par chaque liste sont attribués aux candidats suivant l'ordre de présentation des candidats sur la liste.
Un mode de scrutin proportionnel qui distribue de manière similaire les sièges en plusieurs étapes, d'abord à l'échelon local puis à l'échelon national pour affiner la proportionnalité finale, est utilisé pour les élections constituantes qui ont lieu le même jour en Italie.
Les députés dont le siège devient vacant en cours de mandat sont remplacés par le candidat non-élu le plus haut placé sur leur liste.

## Résultats
|                          |                                                       |            |       |     |        |               |  |  |  |
| Parti                    | Parti                                                 | Voix       | %     | +/- | Sièges | +/-           |  |  |  |
|                          | Mouvement républicain populaire (MRP)                 | 5 586 213  | 28,21 | 4,3 | 166    | 16            |  |  |  |
|                          | Parti communiste français (PCF)                       | 5 145 325  | 25,98 | 0,2 | 153    | 6             |  |  |  |
|                          | Section française de l'Internationale ouvrière (SFIO) | 4 187 747  | 21,14 | 2,3 | 128    | 18            |  |  |  |
|                          | PRL-PPUS-RI                                           | 2 538 167  | 12,82 | 2,8 | 78     | 25            |  |  |  |
|                          | Rassemblement des gauches républicaines (RGR)         | 2 299 963  | 11,61 | 1,1 | 52     | 19            |  |  |  |
|                          | Divers                                                | 44 915     | 0,23  | 0,5 | 9      | 2             |  |  |  |
|                          |                                                       |            |       |     |        |               |  |  |  |
| Suffrages exprimés       | Suffrages exprimés                                    | 19 805 330 | 97,97 |     |        |               |  |  |  |
| Votes blancs et nuls     | Votes blancs et nuls                                  | 409 870    | 2,03  |     |        |               |  |  |  |
| Total                    | Total                                                 | 20 215 200 | 100   | –   | 586    | en stagnation |  |  |  |
| Abstentions              | Abstentions                                           | 4 481 749  | 18,15 |     |        |               |  |  |  |
| Inscrits / participation | Inscrits / participation                              | 24 696 949 | 81,85 |     |        |               |  |  |  |

## Analyse
Ces élections changent la donne au sein de l'Assemblée constituante : le MRP, perçu comme un rempart contre le marxisme et accessoirement comme un mouvement politique proche du gaullisme, arrive en tête, suivi par le PCF qui reste stable malgré de légères pertes et par la SFIO qui enregistre une nette baisse et perd 18 sièges. Les radicaux et l'UDSR, rassemblés au sein du Rassemblement des gauches républicaines, font aussi les frais de la victoire du MRP, tandis que la droite marque la plus importante progression de ce scrutin : + 25 sièges, mais elle reste minoritaire et particulièrement divisée.
Des représentants de l'Algérie française font leur entrée au Parlement via l'Union démocratique du manifeste algérien  : ils sont au nombre de 11 députés.

## Groupes parlementaires
| Groupe parlementaire               | Groupe parlementaire               | Groupe parlementaire                                | Députés                            | Députés                            | Députés |  |
| Groupe parlementaire               | Groupe parlementaire               | Groupe parlementaire                                | Membres                            | Apparentés                         | Total   |  |
| ---------------------------------- | ---------------------------------- | --------------------------------------------------- | ---------------------------------- | ---------------------------------- | ------- |  |
|                                    | MRP                                | Mouvement républicain populaire                     | 164                                | 2                                  | 166     |  |
|                                    | COM                                | Communiste                                          | 145                                | 1                                  | 146     |  |
|                                    | URR                                | Union républicain et résistante (app. COM)          | 7                                  | 0                                  | 7       |  |
|                                    | SOC                                | Socialiste                                          | 127                                | 1                                  | 128     |  |
|                                    | PRL                                | Parti républicain de la liberté                     | 32                                 | 3                                  | 35      |  |
|                                    | RRS                                | Républicain radical et radical-socialiste           | 32                                 | 0                                  | 32      |  |
|                                    | RI                                 | Républicains indépendants                           | 21                                 | 2                                  | 23      |  |
|                                    | RAPS                               | Républicains d'action paysanne et sociale (app. RI) | 7                                  | 2                                  | 9       |  |
|                                    | UDSR                               | Union démocratique et socialiste de la Résistance   | 20                                 | 0                                  | 20      |  |
|                                    | UDMA                               | Union démocratique du manifeste algérien            | 11                                 | 0                                  | 11      |  |
|                                    |                                    |                                                     |                                    |                                    |         |  |
| Total de députés membre de groupes | Total de députés membre de groupes | Total de députés membre de groupes                  | Total de députés membre de groupes | Total de députés membre de groupes | 577     |  |
|                                    | Députés non-inscrits               | Députés non-inscrits                                | Députés non-inscrits               | Députés non-inscrits               | 9       |  |
|                                    |                                    |                                                     |                                    |                                    |         |  |
| Total des sièges pourvus           | Total des sièges pourvus           | Total des sièges pourvus                            | Total des sièges pourvus           | Total des sièges pourvus           | 586     |  |

## Conséquences
Le Tripartisme se reforme et un nouveau projet constitutionnel, incluant les revendications du MRP, est accepté par les français lors du référendum du 13 octobre 1946 (53 % de « oui », mais une abstention culminant à près d'un tiers des électeurs inscrits).